# Jabaina
Jabaina is een geslacht van vlinders van de familie spinneruilen (Erebidae), uit de onderfamilie Lymantriinae.

## Soorten
- J. albimacula Griveaud, 1977
- J. ania (Hering, 1926)
- J. apicimacula Griveaud, 1977
- J. betschi Griveaud, 1977
- J. cowani Griveaud, 1977
- J. gutierrezi Griveaud, 1977
- J. hiaraka Griveaud, 1977
- J. ithystropha (Collenette, 1939)
- J. lakato Griveaud, 1977
- J. sakaraha (Collenette, 1959)
- J. sogai Griveaud, 1977
- J. uteles (Collenette, 1936)